# Eduardo Marques (futebolista)
Eduardo Marques de Jesus Passos, mais conhecido simplesmente como Eduardo Marques (Osasco, 26 de junho de 1976) é um ex-futebolista brasileiro que atuava como meio-campista.

## Carreira
Formado nas categorias de base do Santos, onde foi treinado por Coutinho no juvenil, começou a se destacar no Paulistão de 1998, com dois gols em quatro jogos pela equipe profissional. Fez parte da equipe campeã da Copa Conmebol de 98. No Brasileirão daquele ano, participou de 18 jogos na campanha e fez três gols.
Teve participação discreta pelo clube em 99 e só voltou a aparecer com destaque no Paulista de 2000, quando foi marcado por um golaço nas semifinais diante do Palmeiras.
Em 2001, deixou o Santos com destino ao Sport. Pelo Peixe, foram 69 partidas e 10 gols marcados.

## Títulos
Santos
- Copa CONMEBOL: 1998[2][6]

Maccabi Tel Aviv
- Taça de Israel: 2004–05

APOP Kinyras
- Taça do Chipre: 2008–09